# 九州足球聯賽
九州足球聯賽（九州サッカーリーグ，Kyushu Soccer League）是日本地區業餘足球聯賽，日本九大地區聯賽之一，覆蓋九州八個縣（福岡縣、佐賀縣、長崎縣、熊本縣、大分縣、宮崎縣、鹿兒島縣和沖繩縣）。

## 升降級
晉升
贏得九州縣聯賽決賽。
在比賽中獲得第二名，並在九州足球聯賽中與倒數第二的球隊進行資格賽。
降級
作為一般規則，最後一名的俱樂部將從次年開始自動降級到其所屬的縣級聯賽，相反升級到更高的JFL。
而倒數第二名如果輸掉資格賽，則將被降級。由於基本組織是舉辦10支球隊的聯賽，如果更高級別的俱樂部晉升為JFL，或者如果有俱樂部退出九州聯賽或暫停或解散活動，則可能會避免資格匹配...
如果從 JFL 降級的俱樂部加入九州聯賽，並且聯賽有 11 支或更多球隊舉行，降級限制將擴大，最低級別以及更多的俱樂部將自動降級。

## 更多俱樂部
詳見日本足球俱樂部列表#九州地區聯賽